# Landgericht Krefeld

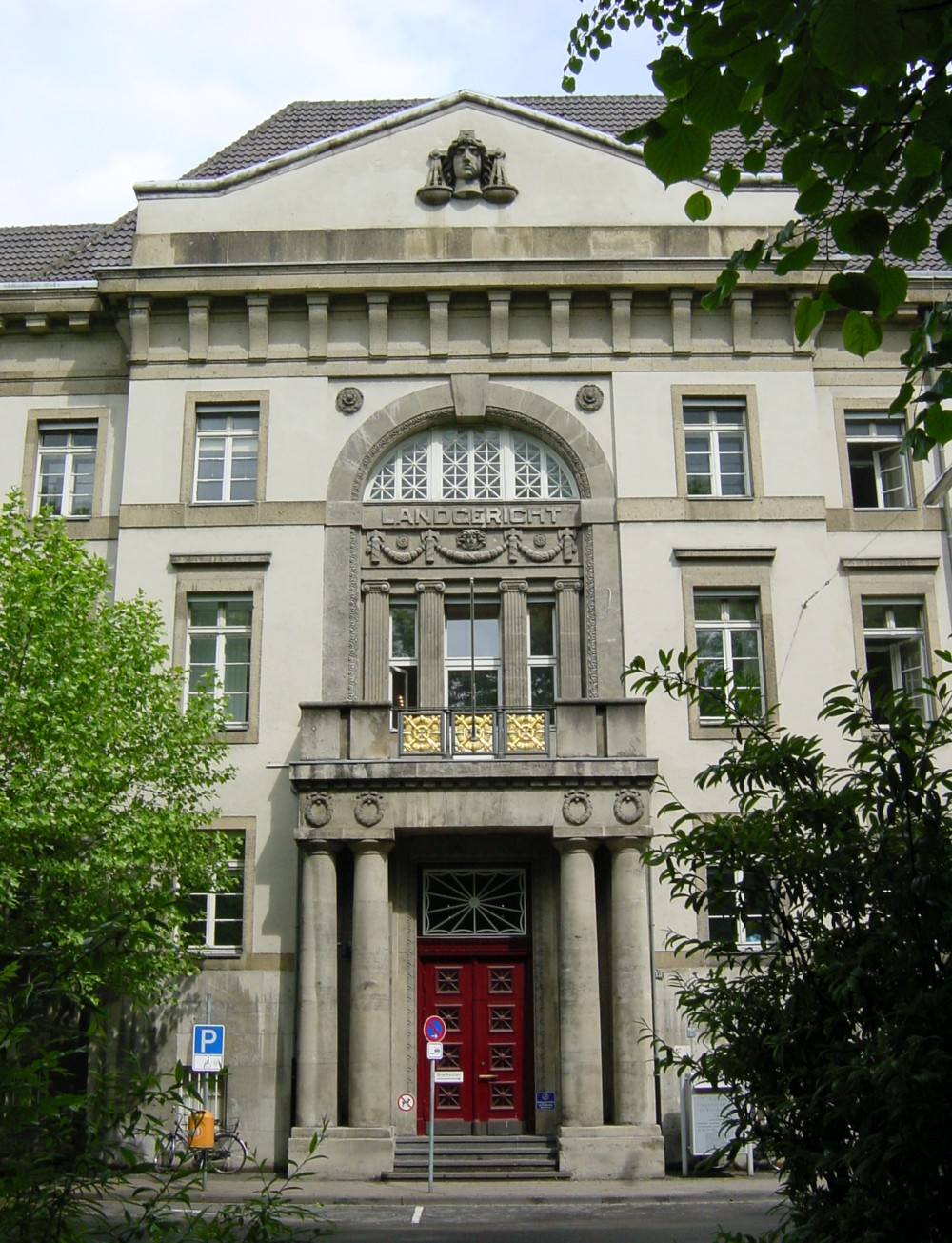
Landgericht Krefeld am Nordwall

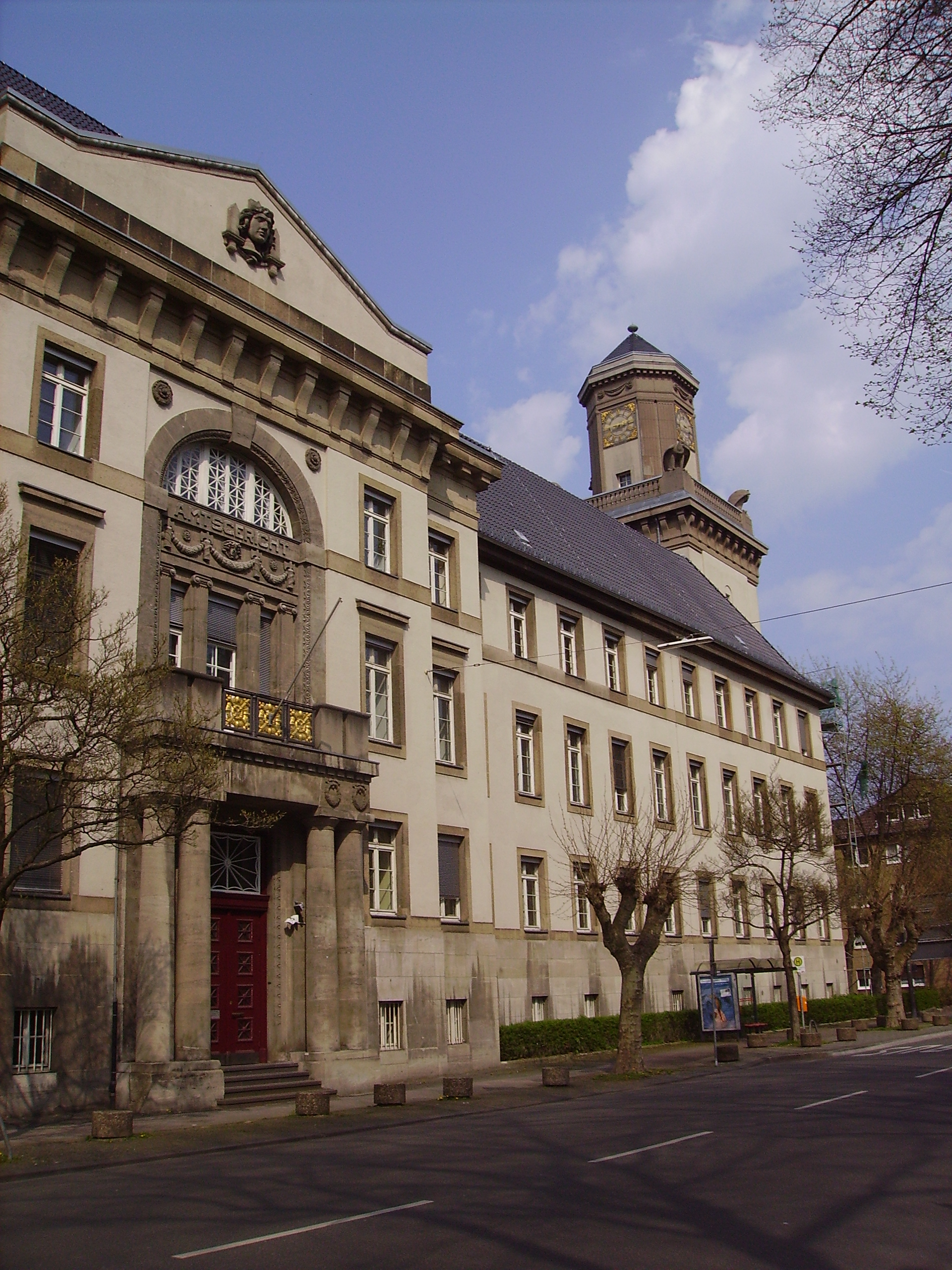
Amtsgericht u. Landgericht Nordwall 131

Das Landgericht Krefeld gehört zur ordentlichen Gerichtsbarkeit des deutschen Bundeslandes Nordrhein-Westfalen und ist eines von sechs Landgerichten im Oberlandesgerichtsbezirk Düsseldorf.

## Gerichtssitz und -bezirk
Das Landgericht (LG) hat seinen Sitz in Krefeld. Der Gerichtsbezirk umfasst die Städte Krefeld, Kempen, Willich, Tönisvorst und Nettetal sowie die Gemeinden Brüggen und Grefrath.

## Über- und nachgeordnete Gerichte
Für den Bezirk des Landgerichts ist das Oberlandesgericht Düsseldorf zuständig. Im Landgerichtsbezirk liegen die Amtsgerichte Krefeld, Kempen und Nettetal.

## Geschichte
Bereits zur Franzosenzeit (1794–1815) war Krefeld Sitz eines Obergerichts, welches für damalige Verhältnisse die Funktion eines Landgerichtes hatte. Mit der Neuordnung der Justizbehörden in der Rheinprovinz verlor Krefeld mit Wirkung vom 20. Juli 1820 das Landgericht und wurde dem Düsseldorfer Landgerichtsbezirk zugeschlagen. Mit der steigenden Bedeutung der Stadt im 19. Jahrhundert wuchs auch der Wunsch nach Rückerhalt des Landgerichts. Diesem Wunsch wurde erst im Jahr 1906 entsprochen, auch wenn es spätestens seit 1893 wieder eine Strafkammer und eine Staatsanwaltschaft in Krefeld gab. Zur gleichen Zeit wurde das Oberlandesgericht Düsseldorf aus Teilen der Gerichtsbezirke Köln und Hamm gebildet. Krefeld hatte bis dahin zum Kölner Oberlandesgericht gehört. Zunächst residierte das Landgericht in den Räumen des Amtsgerichts an der Steinstraße. Erst mit der Fertigstellung des Gerichtsneubaus konnte das Landgericht ab dem 18. Dezember 1919 seine eigenen Räume am Nordwall beziehen. Das zum Neubau notwendige Grundstück hat die Stadt seinen Eigentümern abgekauft und kostenlos zur Verfügung gestellt.

### Landesarbeitsgericht Krefeld
Gemäß Arbeitsgerichtsgesetz vom 23. Dezember 1926 wurden in Deutschland Arbeitsgerichte gebildet. Diese waren nur in der ersten Instanz unabhängig, die Landesarbeitsgerichte waren den Landgerichten zugeordnet. Am Landgericht Krefeld entstand so 1927 das Landesarbeitsgericht Krefeld als eines von vier Landesarbeitsgerichten im Bezirk des Oberlandesgerichtes Düsseldorf. Dem Landesarbeitsgericht Krefeld waren folgende Arbeitsgerichte zugeteilt: Arbeitsgericht Cleve, Arbeitsgericht Krefeld, Arbeitsgericht Mörs und Arbeitsgericht Mönchengladbach.
Nach der Besetzung Deutschlands durch die Alliierten wurden 1945 zunächst alle Gerichte geschlossen. Die ordentlichen Gerichte wurden schon bald wieder eröffnet, während die Arbeitsgerichte zunächst nicht wieder eingerichtet wurden, so dass arbeitsgerichtliche Streitigkeiten von den ordentlichen Gerichten erledigt werden mussten. Gemäß Kontrollratsgesetz 21 sollten in Deutschland Arbeitsgerichte aufgebaut werden. Anstelle der früheren Landesarbeitsgerichte wurde nur noch ein Landesarbeitsgericht Düsseldorf für das Rheinland und das Landesarbeitsgericht Hamm für Westfalen gebildet, ein Landesarbeitsgericht Krefeld entstand nicht neu.